# Josip Bogdanović
Josip „Jozo“ Bogdanović (* 21. Oktober 1960 in Dubrovnik) ist ein ehemaliger jugoslawischer bzw. kroatischer Fußballspieler.

## Karriere

### Als Spieler
Bogdanović begann seine Karriere beim RNK Split. Im Januar 1986 wechselte er zu Dinamo Zagreb. Im Januar 1988 wechselte er nach Österreich zum Bundesligisten SK Austria Klagenfurt. Für die Kärntner kam er zu zwölf Einsätzen im Mittleren Playoff, in denen er drei Tore erzielte.
1989 stieg er mit der Klagenfurter Austria in die 2. Division ab. Zur Saison 1990/91 kehrte er nach Jugoslawien zurück und schloss sich dem HNK Rijeka an. Zur Saison 1992/93 wechselte er in die höchste Spielklasse des inzwischen Unabhängigen Kroatiens zu Inter Zaprešić, wo er in drei Spielzeiten zu 52 Einsätzen in der 1. HNL kam und zehn Tore machte.

### Als Trainer
Bogdanović wurde zur Saison 2017/18 Trainer der U-19 von Lokomotiva Zagreb.